# Miguel Mendoza del Solar
Juan Carlos Miguel Mendoza del Solar (Arequipa, 22 de septiembre de 1963 - Arequipa, 4 de mayo del 2021) fue un empresario y político peruano. Fue congresista de la república por Arequipa durante el breve periodo 2000-2001.

## Biografía
Nació en la ciudad de Arequipa, el 22 de septiembre de 1963. Fue hijo de Enrique Mendoza Núñez, (Prefecto de Arequipa de 1963 a 1968, Exdiputado) y de Lourdes del Solar Sánchez, así como hermano de la exvicepresidenta Lourdes Mendoza del Solar. Era casado con Liliana Maritza Egusquiza de Mendoza y tenía 2 hijas Micaela Mendoza y Valentina Mendoza.
Se desempeñó como empresario en su natal arequipa y fue gerente en la Editorial Gráfica Arequipa S.A, en AQP Berries S.A.C, Corporación Mendoza Del Solar y de Mendoza Asociados.

## Carrera política
Su carrera política la inició en las elecciones parlamentarias de 1990 como candidato a la Cámara de Diputados por la Unión Cívica Independiente, sin embargo no resultó elegido.

### Congresista de la República
En las elecciones del año 2000, postuló al Congreso de la República por el partido Solidaridad Nacional de Luis Castañeda Lossio, quien era el candidato presidencial. Mendoza resultó elegido, con 19,519 votos, para el periodo parlamentario 2000-2005.
A inicios del periodo legislativo, Mendoza sorprendió al renunciar a su bancada para luego pasarse a las filas de la alianza fujimorista Perú 2000, su pase se debió a que habría recibido dinero del entonces asesor presidencial Vladimiro Montesinos en el Servicio de Inteligencia Nacional (SIN). Tras esto Mendoza fue expulsado del partido.
Durante su gestión como congresista fue miembro de las comisiones de Educación, Pequeña y Microempresa, Descentralización y vicepresidente de la Comisión de Trabajo. A fines de noviembre, tras la difusión de los Vladivideos a nivel nacional, la fuga y renuncia de Alberto Fujimori a la presidencia de la república desde Japón mediante un fax, su cargo parlamentario fue reducido hasta el 2001 donde se convocaron a nuevas elecciones generales. Mendoza decidió apartarse de Perú 2000 y formó con otros congresistas renunciantes del fujimorismo el Grupo Parlamentario Independiente, quienes luego apoyaron la vacancia presidencial de Fujimori por incapacidad moral.

## Controversias

### Caso Transfuguismo
En el año 2002, Miguel Mendoza fue investigado junto a otros excongresistas debido al escándalo de transfuguismo en el año 2000. Durante un interrogatorio contra Vladimiro Montesinos en el Congreso de la República, éste afirmó que Mendoza acudió al Servicio de Inteligencia Nacional recibió la suma de $10.000 a cambio de pasarse a la bancada de Perú 2000, con el conocimiento del presidente Alberto Fujimori. Posteriormente Mendoza fue condenado por el delito de corrupción, sin embargo, la Sala Penal Especial del Poder Judicial sorpresivamente terminó absolviéndolo en el año 2008, la cual fue rechazada por el Ministerio Público debido a las pruebas contundentes.

### Hotel Country de Lima
El 27 de septiembre del año 2000, Mendoza denunció en el Hotel Country de Lima junto al Monseñor Fernando Vargas Ruiz de Somocurcio que renunciaba a Perú 2000 y que había recibido presiones para formar una supuesta bancada a favor de Vladimiro Montesinos con el objetivo de formar un movimiento independiente para generar un presunto golpe de Estado contra el gobierno de Alberto Fujimori.

## Fallecimiento
El 4 de mayo del 2021, Miguel Mendoza del Solar falleció a los 57 años de edad debido a que contrajo Covid-19 creándole complicaciones que resultaron en un paro Cardiopulmonar.